# Спревяне

Племя на карте

Спревяне, шпревяне — западнославянское племя, жившее на территории современной Восточной Германии.

## История
Спревяне мигрировали около 720 года на восток Германии, населив земли в течении рек Шпрее и Хафель и ассимилировав немногочисленное германское население. Сегодня на их землях расположен Берлин. Соседями спреван на западе были славянские гавеляне, их главной крепостью стал Бранденбург. Центром спревян был нынешний район Берлина Кёпеник (Копаница). (На месте Берлина существовало три поселения спревян: Шпандау, Кёльн и Кёпеник).
Гавеляне и спревяне относились к племенному союзу вильцев, известных позже под названием лютичи. У них не было централизованной государственной власти, а управление осуществлялось из многочисленных укреплений, в которых сидели благородные мужи. К вильцам относились также укране, ратари, черезпеняне и доленчане. В отличие от гавелян, от которых сохранились некоторые архитектурные памятники, от спревян осталось очень мало следов и сведений. В послевоенные годы удалось обнаружить укрепление спревянского князя Яксы из Копаницы, чеканившего собственные монеты.